# Bebresh Point
Bebresh Point är en udde i Antarktis. Den ligger i Sydshetlandsöarna. Argentina, Chile och Storbritannien gör anspråk på området.
Terrängen inåt land är kuperad åt sydost, men norrut är den platt. Havet är nära Bebresh Point åt nordväst. Trakten är obefolkad. Det finns inga samhällen i närheten. 